# Donald W. Stewart

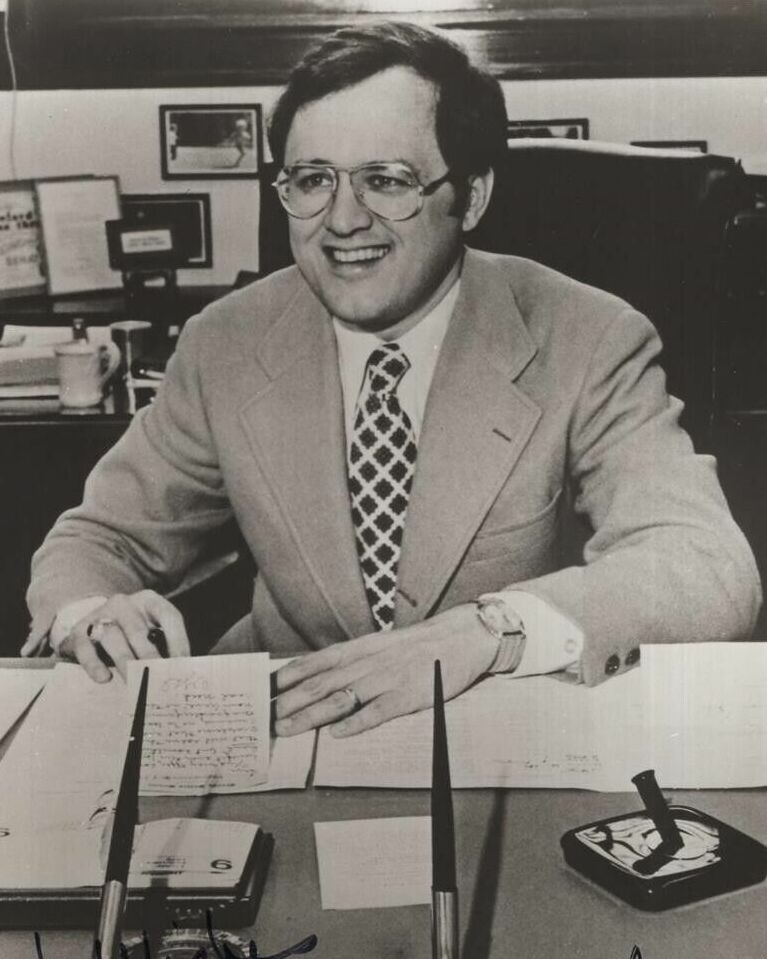
Donald W. Stewart

Donald Wilbur Stewart (* 8. Februar 1940 in Munford, Alabama) ist ein US-amerikanischer Politiker.
Stewart studierte an der University of Alabama in Tuscaloosa und besuchte danach die Law School dieser Universität. 1965 wurde er in die Anwaltschaft aufgenommen und praktizierte in Anniston. 1970 bis 1974 gehörte er dem Repräsentantenhaus von Alabama an und war im Anschluss 1974 bis 1978 Senator in Senat des Bundesstaates. Am 7. November 1978 wurde Stewart Demokrat in den Senat der Vereinigten Staaten gewählt, um den vakanten Sitz von James B. Allen zu besetzen und dessen Amtszeit zu Ende zu bringen. Stewart vertrat somit vom 8. November 1978 bis zum 2. Januar 1981 den Bundesstaat Alabama im Senat der Vereinigten Staaten.